# La patota (película de 1960)
La Patota es una película de Daniel Tinayre, realizada en blanco y negro en 1960. Adelantada para la época, como era costumbre del director, Tinayre presenta aquí la historia de una profesora de filosofía violada por sus alumnos de la escuela nocturna. Cuenta la historia de la docente y cada una de las situaciones por las que debe pasar junto a los alumnos. Eduardo Borrás intervino como guionista y productor. El filme también fue exhibido con el nombre de Ultraje.
En 2015 se estrenó un remake con el mismo título (en España se llamó Paulina), dirigida por Santiago Mitre y protagonizada por Dolores Fonzi. 

## Nombre
Patota en lunfardo es una palabra que deriva de la conjunción de pacota (frecuente en Chile y Cuyo) que significa un conjunto de cobardes que en montón (paco y esto derivado del despectivo pacotilla) ataca a una persona o a personas indefensas; en 1890 en Argentina la palabra mutó en una consonante al pasar de usarse la segunda [c] a una [t] ya que se llamaba entonces patos a los individuos masculinos de clase media alta ya que caminaban como anadeando (caminaban a fines de siglo XIX de un modo semejante a los patos); en esa época ganaron fama de pandilleros o gamberros agresivos de la clase alta al atacar a las clases populares; con las décadas siguientes la palabra "pato" en lunfardo pasó a significar el antiguo adinerado empobrecido. En todo caso la palabra patota desde 1890 alude a una especie de pandilla.

## Sinopsis
Una joven profesora es ultrajada y violada por varios de sus alumnos quienes la confundieron con otra mujer.

## Reparto
La película contó con la participación de:
- Mirtha Legrand ... Paulina Vidal
- José Cibrián ... Juez Vidal Ugarte
- Luis Medina Castro ... Aldo Cesarini
- Walter Vidarte ... Miguel Benegas
- Milagros de la Vega ... Srta. Di Fiori, directora del colegio
- Ignacio Quirós ... Alberto Castro
- Virginia Lago ... Hermana de Cardozo
- Alberto Argibay ... Mario Cardozo
- Orestes Soriani ... Decano
- Ovidio Fuentes ... Roberto Capuano
- Carmen Llambí
- Cristina Berys ... Profesora
- Susana Mayo ... Enfermera
- Rafael Diserio ... Médico
- Silvia Nolasco
- Gastón Marchetto
- Ernesto Fontán
- Floren Delbene ... Médico

## Curiosidades
En este film se escucha el tema de Billy Cafaro, "Bésame, Pepita", en una presentación —en vivo— que fuera filmada en el Club Atlético San Lorenzo de Almagro, durante los tradicionales bailes de Carnaval en Buenos Aires. Al inicio del film, se escucha "Viento, viento" cantado por Billy Cafaro.
- Datos: Q6466313